# فیلیپ کی. دیک
فیلیپ کیندرد دیک (انگلیسی: Philip Kindred Dick؛ ۱۶ دسامبر ۱۹۲۸ – ۲ مارس ۱۹۸۲) نویسنده آمریکایی است که عمدتاً به خاطر آثار علمی-تخیلی خود شهرت دارد. به نظر می‌رسد خلاقیت او در نگارش داستان‌های علمی-تخیلی به دلیل عدم تعادل سلامت روان او بوده است.

## اوایل زندگی

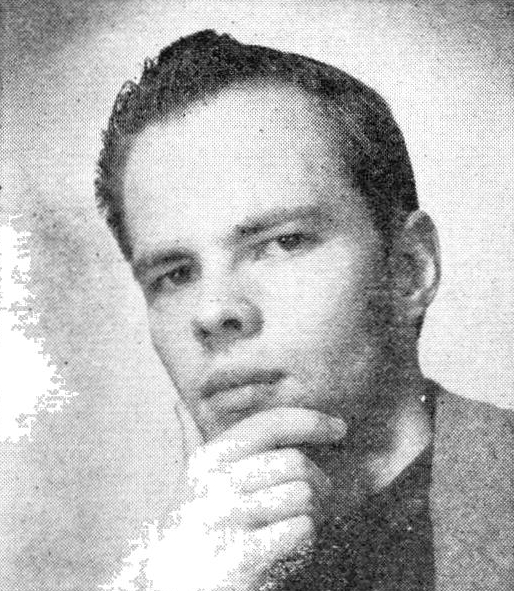
در بیست و چهار سالگی (۱۹۵۳)

فیلیپ کیندرد دیک نویسندهٔ تأثیرگذار ادبیات علمی تخیلی در تاریخ ۱۶ دسامبر ۱۹۲۸ در شهر شیکاگو چشم به جهان گشود. از آن جایی که او و خواهر دوقلویش شش هفته زایمان زودرس داشتند از لحاظ جسمی بسیار ضعیف و آسیب‌دیده بودند. خواهر دوقلوی او جین شش هفته پس از زایمان درگذشت که این اتفاق در آینده تأثیر عمیقی بر فیلیپ و آثارش گذاشت، برای نمونه در آثار دیک شخصیت‌هایی که برادر یا خواهر دوقلوی را از دست داده‌اند زیاد هستند.
او که متولد شیکاگو بود، مدت کوتاهی پس از تولد با خانواده‌اش به سانفراسیسکو نقل‌مکان کرد. وقتی پنج سال داشت، پدرش تصمیم گرفت به شهر رینو در ایالت نوادا نقل مکان کند و به دلیل مخالفت مادرش با مهاجرت، پدر و مادرش از یکدیگر طلاق گرفتند و دادگاه حضانت دیک را به مادرش داد. مادر دیک یک شغل در واشینگتن دی سی پیدا کرد و با او به آن‌جا نقل‌مکان کرد. در مدرسه با آن‌که در درس نوشتن نمره‌های پایینی دریافت می‌کرد اما معلمش گفت در او علاقه به نوشتن و خلاقیت در داستان‌گویی می‌بیند. او در مدرسهٔ فرقهٔ مسیحی کوئیکرها تحصیل می‌کرد. در سال ۱۹۳۸ دیک و مادرش به کالیفرنیا برگشتند. در حوالی همان زمان‌ها دیک به ادبیات علمی تخیلی علاقه‌مند شد و از سال ۱۹۴۰ به مطالعهٔ حرفه‌ای ادبیات علمی تخیلی پرداخت دیک در سال ۱۹۴۷ به دبیرستانی در برکلی رفت، جایی که در آن با اورسولا کی. لوگویین (که او هم بعداً یکی از نویسندگان افسانه‌ای ادبیات علمی تخیلی شد) هم‌کلاسی بود اما هیچ‌کدام در آن‌زمان یکدیگر را نمی‌شناختند.

## مرگ
دیک صرفاً نویسنده تأثیرگذار داستان‌های تخیلی عجیب نبود، بلکه در نوع خود انسانی نامتعارف بود. سلامت روانی او رو به وخامت بود، و خیال‌هایی می‌بافت که به ادعای خود او در تراز تجربه‌های فراطبیعی بودند و بسیاری از این‌ها در متن کارهای مبسوط خود او تنیده شده‌اند او زندگی آشفته‌ای داشت. او پنج‌بار ازدواج کرد که هر کدام پس از مدت کوتاهی به طلاق انجامیدند. او همچنین سابقهٔ خودکشی داشت که از آن جان سالم به‌در برده بود. دیک که در طول عمر خود سلامتی جسمی و روحی ضعیفی داشت، در فوریه سال ۱۹۸۲ دچار چند سکتهٔ مغزی شدید شد که سبب گشت او دچار مرگ مغزی شود، و در تاریخ ۲ مارس ۱۹۸۲ دستگاه‌ها را از او جدا کردند و دیک در سن ۵۳ سالگی از دنیا رفت. پس از مرگش جسدش را سوزاندند و پدرش خاکسترهای او را کنار خواهر دوقلویش به‌خاک سپرد. دیک تنها چهار ماه پیش از اکران فیلم مشهور بلید رانر ساختهٔ کارگردان انگلیسی ریدلی اسکات که بر اساس رمان آیا آدم مصنوعی‌ها خواب گوسفند برقی می‌بینند؟ ساخته شد، از دنیا رفت و هیچ‌گاه شهرتی که در جهان سینما به‌دست‌آورد را ندید. فیلم بلید رانر به او تقدیم شده است.

## نویسندگی
کی. دیک به نام‌های «ریچارد فیلیپس» (معکوس نام خود) و «جک داولند» هم می‌نوشت.
او هم تعداد قابل توجهی داستان بلند و هم تعدادی داستان کوتاه دارد که بسیاری از آنها با توجه به اقتباس‌های سینمایی از شهرت قابل توجهی برخوردارند. علاوه بر ۴۴ رمان به چاپ رسیده، وی (تقریباً) ۱۲۱ داستان کوتاه در کارنامه کاری خود به ثبت رساند.
آینده‌ای که فیلیپ کی. دیک در داستان‌های خود پیش‌بینی کرده بود بیشتر از دیگر نویسندگان رنگ حقیقت گرفتند. او در داستان‌های خود گسترش اینترنت، واقعیت مجازی، نرم‌افزارهای تشخیص چهره، خودروهای خودران، و چاپ سه‌بعدی را پیش‌بینی کرده بود.

## اندیشه سیاسی
فیلیپ کی. دیک دیدگاهی کاملاً ضد حکومت داشت. داستان‌های او مقامات و شرکت‌ها را دائماً در حال سوءاستفاده از قدرت نشان می‌دهد، به‌ویژه وقتی صحبت از نظارت به میان می‌آید. جهان‌های او به شدت کالایی سازی شده بوده و شهروندان آن معتاد به مادی‌گرایی هستند، در حالی که سلبریتی‌ها، رسانه‌ها و سیاست با هم ترکیب می‌شوند تا سناریوهای کابوس مانند و اقتدارگرایانه ایجاد کنند که معمولاً با میزان سنگینی از فن‌سالاری و دیوان‌سالاری تکمیل می‌شوند.
دیک در جوانی در جلسات حزب کمونیست آمریکا شرکت می‌کرد، اما بعد از آن به لیبرالیسم و ضدکمونیسم گرایش پیدا کرد و در یک مصاحبه خود را آنارشیست مذهبی نامیده بود. با این حال دیک به دلیل سرخوردگی مذهبی از جنگ ویتنام در اجتماعات سیاسی حضور نمی‌یافت و مقالات ضد جنگ و ضد حکومتی می‌نوشت. او در سال ۱۹۶۸ به پویش نویسندگان و ویراستاران معترض به مالیات جنگ پیوست که پویشی بود که از مالیات دادن به دولت فدرال آمریکا خودداری می‌کردند، اقدامی که باعث شد خودروی شخصی دیک توسط ادارهٔ خدمات درآمد داخلی ایالات متحده مصادره گردد. دیک همواره به عنوان یک منتقد دولت فدرال ایالات متحده باقی ماند و آن را حکومتی ناشایسته مانند حکومت اتحاد جماهیر شوروی می‌دانست و مرکزیت‌زدایی گسترده از حکومت‌ها را تبلیغ می‌کرد. دیدگاه‌های سیاسی دیک گهگاه بر ادبیات تأثیرگذار بوده است برای نمونه در داستان کوتاه «مذهب پدران ما» (۱۹۶۷) دیک به نقد ایدئولوژی کمونیسم می‌پردازد و در رمان «آدم مصنوعی‌ها خواب گوسفند برقی می‌بینند؟» (۱۹۶۸) دیک اصلاح نژادی را محکوم می‌کند. در سال ۱۹۷۴ و در واکنش به مصوبه قضایی جنجالی آمریکا رو در برابر وید که به زنان اجازهٔ سقط جنین خودخواسته را می‌داد، دیک داستان کوتاه پیشاشخصیت‌ها را نوشت که به زبان طنز حق سقط جنین نامحدود زنان را زیر سؤال می‌برد، و پس از  انتشار آن دیک اعلام کرد از سوی برخی فمینیست‌ها تهدید به مرگ شده است.

## میراث
فیلیپ کی. دیک پس از مرگش به‌عنوان یک شخصیت بسیار تأثیرگذار در ادبیات علمی تخیلی شناخته شد و مورد تحسین فلاسفه، نویسندگان، هنرمندان، دانشمندان و سینماگران زیادی قرار گرفته است. «فردریک جیمسون» منتقد مشهور ادبی و تئوریسین مارکسیست، به دیک لقب «شکسپیر ادبیات علمی تخیلی» را داده است، استن نیکولز، نویسنده مشهور داستان‌های علمی تخیلی و فانتزی، اظهار می‌کند که کار دیک پیش‌بینی است، زیرا آینده را از طریق زمان حال بررسی می‌کند. نیکولز به بی‌بی‌سی می‌گوید:
«داستان‌های او فراگیر بودن اینترنت، واقعیت مجازی، نرم‌افزارهای تشخیص چهره، ماشین‌های بدون راننده و چاپ سه‌بعدی را مطرح می‌کردند. این تصوری اشتباه است که هدف اصلی داستان‌های علمی تخیلی، پیش‌بینی است؛ میزان تحقق یافتن پیش‌بینی این ژانر در واقع از این نظر خیلی خوب نیست. داستان‌های او، مانند همه بهترین داستان‌های علمی تخیلی، واقعاً دربارهٔ آینده نبودند، بلکه دربارهٔ اینجا و اکنون بودند." در واقع، گنجاندن جنبه‌های روزمره آمریکای پس از جنگ توسط دیک در آینده‌اش به این معناست که جهان‌های او به طرز سوررئالی برای ما آشناست.»
«روبرتو بولانیو» رمان‌نویس چپ‌گرای شیلیایی نیز او را به هنری دیوید ثورو (فیلسوف سیاسی مشهور آمریکایی قرن نوزدهم) و «بشارت‌دهندهٔ مرگ رویای آمریکایی» تشبیه کرده است. دانشنامهٔ بریتانیکا او را به‌همراه فرانتس کافکا و توماس پینچن به عنوان یکی از استادان تجسم و ادبیات پارانویا یاد کرده است. در جهان سینما آثار دیک نقشی محوری در سینمای علمی تخیلی و فرنچایزهای هالیوودی بازی می‌کنند: واچوفسکی‌ها از او به‌عنوان منبع الهامی برای فیلم ماتریکس یاد می‌کنند. آثار زیادی به‌صورت مستقیم از آثار او اقتباس شده‌اند، از جمله فیلم مشهور «گزارش اقلیت» که استیون اسپیلبرگ آن را در سال ۲۰۰۲ بر اساس رمان کوتاهی از دیک ساخت و هم از لحاظ تجاری و هم از نظر منتقدان فیلمی موفقیت‌آمیز بود.
در سال ۲۰۰۷ مجلهٔ تایم رمان اوبیک (۱۹۶۹) دیک را به‌عنوان یکی از صد رمان برتر قرن انگلیسی‌زبان از ۱۹۲۳ به بعد قرار داد. در سال ۲۰۰۷ آثار دیک به عنوان نخستین نویسندهٔ علمی تخیلی به گنجینهٔ کتابخانهٔ سلسله آثار ادبی آمریکایی اضافه گردید.

## آثار سرشناس
- آیا آدم مصنوعی‌ها خواب گوسفند برقی می‌بینند؟ (مبنای فیلم بلید رانر، محصول ۱۹۸۲)
- عمده‌فروشی خاطرات درخواستی (مبنای فیلم یادآوری کامل با شرکت آرنولد شوارتزنگر، محصول ۱۹۹۰ و سریالی محصول ۱۹۹۹)
- یک پوینده تاریک، مبنای فیلمی به همین نام محصول ۲۰۰۶
- گزارش اقلیت (مبنای فیلمی به همین نام با شرکت تام کروز)
- ساکن برج بلند ۱۹۶۲
- یک مجموعه‌داستان کوتاه از وی به نام ابدی‌ها به فارسی ترجمه شده است.
- فیلم گزارش اقلیت از روی داستانی به همین نام ساخته شده است.[۱۲][۱۳]

## جوایز و افتخارات
- جایزه هوگو: ۱۹۶۳، ۱۹۶۸، ۱۹۷۵
- جایزه نبولا: ۱۹۶۵، ۱۹۶۸، ۱۹۷۴، ۱۹۸۲
- جایزه یادمان جان کمپ‌بل: ۱۹۷۵